# Eupithecia rufivenata
Eupithecia rufivenata là một loài bướm đêm trong họ Geometridae.